# Perinetia nigrifacies
Perinetia nigrifacies là một loài tò vò trong họ Ichneumonidae.